# Красношеий филандер
Красношеий филандер (лат. Thylogale thetis) — сумчатое млекопитающее семейства кенгуровых. 
Видовое латинское название дано в честь французского разведывательного судна «La Thetis», под командованием барона Бугенвиля, который посетил Австралию в 1825 году; полученный образец позже описал Р. П. Лесон.
Длина тела 52 см, длина хвоста 43 см. Вес варьирует от 4 до 7 кг, при этом самцы значительно крупнее самок. Окраска спины серого цвета, брюхо светлее. Плечи и затылок красноватого цвета.
Эндемик восточной Австралии, где проживает от крайнего юга Квинсленда (Лемингтонский национальный парк) до центрально-восточного Нового Южного Уэльса. Этот вид, как правило, находится недалеко от границ густых дождевых лесов и эвкалиптового леса, часто встречается там, где леса примыкают к травянистым районам или пастбищам.
Ведёт одиночный, ночной образ жизни, днём животные спят в густом подлеске. Питание состоит из травянистых растений. Период беременности длится 30 дней. Самка рождает одного детёныша. Половая зрелость наступает в возрасте 18 месяцев.
Вероятно, серьёзных угроз для вида нет. Иногда считается вредителем сельскохозяйственных земель. Очистка земель под сельское хозяйство привела к исчезновению южной популяции Нового Южного Уэльса и снижению диапазона северных популяций. Присутствует во многих охранных областях.